# Tinapan
Tinapan is een bestuurslaag in het regentschap Blora van de provincie Midden-Java, Indonesië. Tinapan telt 3021 inwoners (volkstelling 2010).